# Étoile sportive du Sahel (basket-ball)
Pour les articles homonymes, voir Étoile sportive du Sahel.
L'Étoile sportive du Sahel (ESS) est un club de basket-ball tunisien fondé en 1957 à Sousse. Il évolue au plus haut niveau national.

## Historique
Le club accède à la nationale A à l'issue de la saison 1967-1968.
L'équipe remporte la coupe d'Afrique des clubs champions en 2011 ainsi que la coupe arabe des clubs champions à deux reprises en 2015 et 2016.

## Palmarès
| National | International | Tournois amicaux                                                     |
| --- | --- | -------------------------------------------------------------------- |
| - Championnat de Tunisie masculin (6) : - Vainqueur : 1981, 2007, 2009, 2011, 2012, 2013 - Finaliste : 2014, 2016, 2017 - Coupe de Tunisie masculine (5) : - Vainqueur : 1981, 2011, 2012, 2013, 2016 - Finaliste : 1980, 1982, 2010, 2018 - Championnat de Tunisie D2 (1) : - Vainqueur : 2022 - Super Coupe de Tunisie (0) : - Finaliste : 2014 - Coupe de la Fédération (1) : - Vainqueur : 2023 - Finaliste : 2017, 2025 - Championnat de Tunisie féminin (1) : - Vainqueur : 2018 | - Coupe d'Afrique des clubs champions (1) : - Vainqueur : 2011 - Finaliste : 2008, 2013 - Coupe arabe des clubs champions (2) : - Vainqueur : 2015, 2016 | - Tournoi Houssem Eddine Hariri (0) : - Finaliste : 2012, 2015, 2016 |